# Cribbia confusa
Cribbia confusa är en orkidéart som beskrevs av Phillip James Cribb. Cribbia confusa ingår i släktet Cribbia, och familjen orkidéer. Inga underarter finns listade i Catalogue of Life.